# Myszowate
Myszowate (Muridae) – rodzina ssaków z podrzędu Supramyomorpha w obrębie rzędu gryzoni (Rodentia). W skład myszowatych wchodzi 140 rodzajów z ok. 650 gatunkami (w Polsce zamieszkuje 8 gatunków).

## Charakterystyka
Wykształciły się w pliocenie i są spokrewnione z chomikowatymi. Są to z reguły niewielkie ssaki. W większości naziemne, ale są także nadrzewne i żyjące pod ziemią. Mają krótką miękką sierść. Aktywne głównie w nocy; są wszystkożerne i nie zapadają w sen zimowy. Pierwotnie zamieszkiwały Afrykę, Eurazję, Australię, teraz niektóre z myszowatych są rozprzestrzenione na całym świecie. Liczne gatunki myszowatych według człowieka są groźnymi szkodnikami i roznosicielami chorób. Niektóre z myszowatych są używane jako zwierzęta laboratoryjne.

## Systematyka
Wyróżnia się pięć występujących współcześnie podrodzin w obrębie rodziny myszowatych:
- Deomyinae O. Thomas, 1888 – sztywniaki
- Gerbillinae J.E. Gray, 1825 – myszoskoczki
- Leimacomyinae Guy G. Musser & Carleton, 2005 – togomyszki – jedynym przedstawicielem jest Leimacomys buettneri Matschie, 1893 – togomyszka reliktowa
- Lophiomyinae Milne-Edwards, 1867 – grzywaki – jedynym żyjącym przedstawicielem jest Lophiomys imhausi Milne-Edwards, 1867 – grzywak afrykański
- Murinae Illiger, 1811 – myszy

Opisano również podrodziny wymarłe:
- Myocricetodontinae Lavocat, 1961
- Namibimyinae Mein, Pickford & Senut, 2000